# Yangwei Linghua
Yangwei Linghua (chino simplificado: 杨魏玲 花, chino tradicional: 杨魏玲 花, pinyin: Yangwei Linghua; nacido el 20 de diciembre de 1980) es una cantante china. Interpreta temas musicales en chino mandarín y  mongol, ella es integrante del dúo Phoenix Legend, junto con Zeng Yi.

## Biografía
Yang nació el 20 de diciembre de 1980 en Erdos, Mongolia. Ella es origen étnico mongol. En sus primeros años, trabajó en Guangzhou como vendedora. En 2011, se unió al "Chinese People's Liberation Army Naval Song and Dance Troupe".

## Vida personal
El esposo de Yang Xu, se llama Mingzhao (徐 明朝), un empresario de negocios y director general de la "Bairen Entertainment". En marzo de 2011, se casaron en Erdos.

## Filmografía

### Programas de variedades
| Año             | Programa          | Notas                                    |
| --------------- | ----------------- | ---------------------------------------- |
| 2016            | Hurry Up, Brother | (ep. #4.10) - invitado - junto a Zeng Yi |
| 2012, 2015-2017 | Happy Camp        | (6 episodios) - junto a Zeng Yi          |